# Obelnîțea, Rohatîn
Obelnîțea (în ucraineană Обельниця) este un sat în comuna Luciînți din raionul Rohatîn, regiunea Ivano-Frankivsk, Ucraina.

## Demografie
Componența lingvistică a localității Obelnîțea
     Ucraineană (99,79%)
     Alte limbi (0,21%)
Conform recensământului din 2001, majoritatea populației localității Obelnîțea era vorbitoare de ucraineană (99,79%), existând în minoritate și vorbitori de alte limbi.